# Пояна-Стампей (комуна)
Пояна-Стампей (рум. Poiana Stampei) — комуна у повіті Сучава в Румунії. До складу комуни входять такі села (дані про населення за 2002 рік):
- Дорнішоара (348 осіб)
- Кесой (201 особа)
- Пояна-Стампей (824 особи) — адміністративний центр комуни
- Прелень (171 особа)
- Пілугань (269 осіб)
- Тетару (163 особи)
- Тешна (343 особи)

Комуна розташована на відстані 328 км на північ від Бухареста, 92 км на південний захід від Сучави, 130 км на північний схід від Клуж-Напоки.

## Населення
За даними перепису населення 2002 року у комуні проживали 2319 осіб.
Національний склад населення комуни:
| Національність | Кількість осіб | Відсоток |
| -------------- | -------------- | -------- |
| румуни         | 2313           | 99,7%    |
| німці          | 3              | 0,1%     |
| угорці         | 2              | 0,1%     |
| італійці       | 1              | < 0,1%   |

Рідною мовою назвали:
| Мова      | Кількість осіб | Відсоток |
| --------- | -------------- | -------- |
| румунська | 2315           | 99,8%    |
| угорська  | 2              | 0,1%     |
| німецька  | 2              | 0,1%     |

Склад населення комуни за віросповіданням:
| Релігія            | Кількість осіб | Відсоток |
| ------------------ | -------------- | -------- |
| православні        | 2165           | 93,4%    |
| п'ятдесятники      | 76             | 3,3%     |
| римо-католики      | 16             | 0,7%     |
| бретрени           | 15             | 0,6%     |
| не релігійні       | 4              | 0,2%     |
| греко-католики     | 1              | < 0,1%   |
| не вказали релігію | 36             | 1,6%     |